# Baka (insulto)

Caracteres kanji de «baka».

Baka (馬鹿?) es una palabra japonesa cuya traducción puede ser relativa a idiota o tonto en español, dependiendo del contexto. Es el peyorativo más común del idioma japonés.

## Palabra
En el sistema moderno de escritura japonesa se transcribe el insulto baka en katakana como バカ, en hiragana como ばか, o en kanji como 馬鹿 (lit. «caballo ciervo») como una transcripción fonética ateji. Anteriormente existían otros ateji, entre los que estaban 莫迦, 母嫁, 馬嫁 , o 破家.

## Usos
Ha pasado a formar parte del vocabulario otaku en los países occidentales. En japonés existe la palabra dobe, con un significado parecido, aunque dependiendo de la región puede ser más despectiva o más inocente que baka. Como ejemplo, en la región de Osaka, dobe adquiere un significado amigable y baka uno despectivo, pero en la zona de Tokio pasa lo contrario.
También se puede interpretar como una manera cariñosa de decirlo.
La palabra baka ha tenido una gran aparición en casi todos los mangas y animes, haciendo de esta una palabra indispensable dentro de esta cultura.